# CRゼビウス
CRゼビウスとは2003年に高尾 (パチンコメーカー)から発売されたパチンコ台の名称。ナムコから発売されたシューティングゲームソフトであるゼビウスとのタイアップにより実現した機種である。作中にはテレビゲーム版で活躍した戦闘機ソルバルウなどが登場して演出を盛り上げている。ナムコはこの機種が開発されるにあたって、映像ソフトと映像機器を高尾に提供している。